# نيكلاس كلينغبرغ
نيكلاس كلينغبرغ (بالسويدية: Niklas Klingberg)‏ هو لاعب كرة قدم سويدي في مركز الدفاع، ولد في 13 أبريل 1985 في Lerbäcks parish ‏ في السويد. لعب مع نادي أوربرو.

## وصلات خارجية
- نيكلاس كلينغبرغ على موقع اتحاد السويد (السويدية)
- نيكلاس كلينغبرغ على موقع قاعدة بيانات كرة القدم.إي يو (الإنجليزية)
- نيكلاس كلينغبرغ على موقع Soccerway.com (الإنجليزية)